# Ostrów (powiat opoczyński)
Ostrów – wieś w Polsce, położona w województwie łódzkim, w powiecie opoczyńskim, w gminie Opoczno.
| SIMC    | Nazwa  | Rodzaj    |
| ------- | ------ | --------- |
| 0547394 | Budki  | część wsi |
| 0547402 | Krzaki | część wsi |
| 0547419 | Świnna | część wsi |

W latach 1975–1998 wieś należała administracyjnie do województwa piotrkowskiego.
Wierni kościoła rzymskokatolickiego należą do parafii św. Bartłomieja w Opocznie.